# Jett - Professione ladra
Jett - Professione ladra (Jett) è una serie televisiva statunitense creata da Sebastian Gutierrez. Vede come protagonista Carla Gugino e ha debuttato il 14 giugno 2019 su Cinemax. In Italia è stata trasmessa su Sky Atlantic dal 2 al 23 agosto 2021.

## Trama
La ladra di fama internazionale Daisy "Jett" Kowalski, dopo la sua scarcerazione, è alle prese con una banda di criminali pericolosi ed eccentrici determinati a sfruttare le sue abilità per i propri fini.

## Episodi
| Stagione       | Episodi | Prima TV USA | Prima TV Italia |
| -------------- | ------- | ------------ | --------------- |
| Prima stagione | 9       | 2019         | 2021            |

## Personaggi e interpreti

### Principali
- Daisy "Jett" Kowalski, interpretata da Carla Gugino, doppiata da Chiara Colizzi.
Esperta ex ladra, ora lavora come barista ma ha una doppia vita.
- Maria, interpretata da Elena Anaya, doppiata da Ilaria Latini.
Donna spagnola malata di tumore che vive con Jett e l'aiuta a crescere Alice.
- Jack "Jackie" Dillon, interpretato da Michael Aronov, doppiato da Alberto Bognanni.
Detective che ha spiato sotto copertura Frank Sweeney e conosciuto Jett.
- Phoenix, interpretata da Gaite Jansen, doppiata da Joy Saltarelli.
Prostituta e amica di Jett fin dai tempi del carcere. Esperta nella medicina grazie alla madre infermiera.
- Evans, interpretato da Gil Bellows, doppiato da Roberto Pedicini.
Dipendente di Miljan Bestic ed ex marito di sua sorella.
- Bennie, interpretato da Christopher Backus, doppiato da Marco Vivio.
Tirapiedi di Charlie.
- Charles Junior, interpretato da Gentry White, doppiato da Simone Crisari.
Figlio violento e imprevedibile di Charlie.
- Josie Lambert, interpretata da Jodie Turner-Smith, doppiata da Federica De Bortoli.
Detective, partner e amante di Dillon.
- Alice, interpretata da Violet McGraw.
Figlia di Jett e Jackie.
- Charlie Baudelaire, interpretato da Giancarlo Esposito, doppiato da Paolo Marchese.
Capomafia ed ex amante di Jett.

### Ricorrenti
- Miljan Bestic, interpretato da Greg Bryk, doppiato da Christian Iansante.
Avvocato russo che vive a L'Avana.
- Rosalie, interpretata da Lucy Walters, doppiata da Valentina Favazza.
Moglie di Tucker che è stata rapita su istruzioni di Charlie Baudelaire.
- Tucker, interpretato da Jonathan Koensgen, doppiato da Lorenzo De Angelis.
Guardia carceraria e marito violento di Rosalie.
- Rufus "Quinn" Quinton, interpretato da Mustafa Shakir, doppiato da Andrea Lavagnino.
Ex amante di Jett e scassinatore di casseforti.
- Eddie McKay, interpretato da David Aron Damane, doppiato da Massimo Bitossi.
Vecchio socio criminale di Jett.
- Carl, interpretato da Rainbow Francks, doppiato da Paolo Vivio.
Scagnozzo di Charlie.
- Blair Howell, interpretato da Shiloh Fernandez, doppiato da Gianfranco Miranda.
Ex seguace di Frank Sweeney.
- Robert "Bobby" Larcum, interpretato da Gregg Lowe, doppiato da Federico Viola.
Agente immobiliare e amante di Charles Junior.
- Carlyle, interpretato da Bruce Greenwood, doppiato da Antonio Palumbo.
- Neal, interpretato da Gus Halper.
Fratellastro di Phoenix.

## Produzione
Il 18 aprile 2018 è stato annunciato che Cinemax aveva ordinato la produzione della serie. È stata creata da Sebastian Gutierrez, che è anche il produttore esecutivo, sceneggiatore e regista. Altri produttori esecutivi includono Mark Stern, Stuart Ford e Dana Brunetti. Le case di produzione coinvolte nella serie sono Global Road Entertainment e Fearless Media Group. Il 17 maggio 2019 è stato comunicato che la serie sarebbe stata trasmessa dal 14 giugno dello stesso anno.
La lavorazione della serie iniziò l'11 giugno 2018 e si concluse il 16 novembre seguente a Toronto e Hamilton in Canada.